# Gare de Kogenheim
Gare de Kogenheim – przystanek kolejowy w Kogenheim, w departamencie Dolny Ren, w regionie Grand Est, we Francji.
Obecnie jest stacjąSociété nationale des chemins de fer français (SNCF), obsługiwaną przez pociągi TER Alsace.

## Położenie
Znajduje się na wysokości 162 m n.p.m., na 31,968 km Strasburg – Bazylea, pomiędzy stacjami Benfeld i Ebersheim.

## Linia kolejowe
- Strasburg – Bazylea